# Whisky escocès

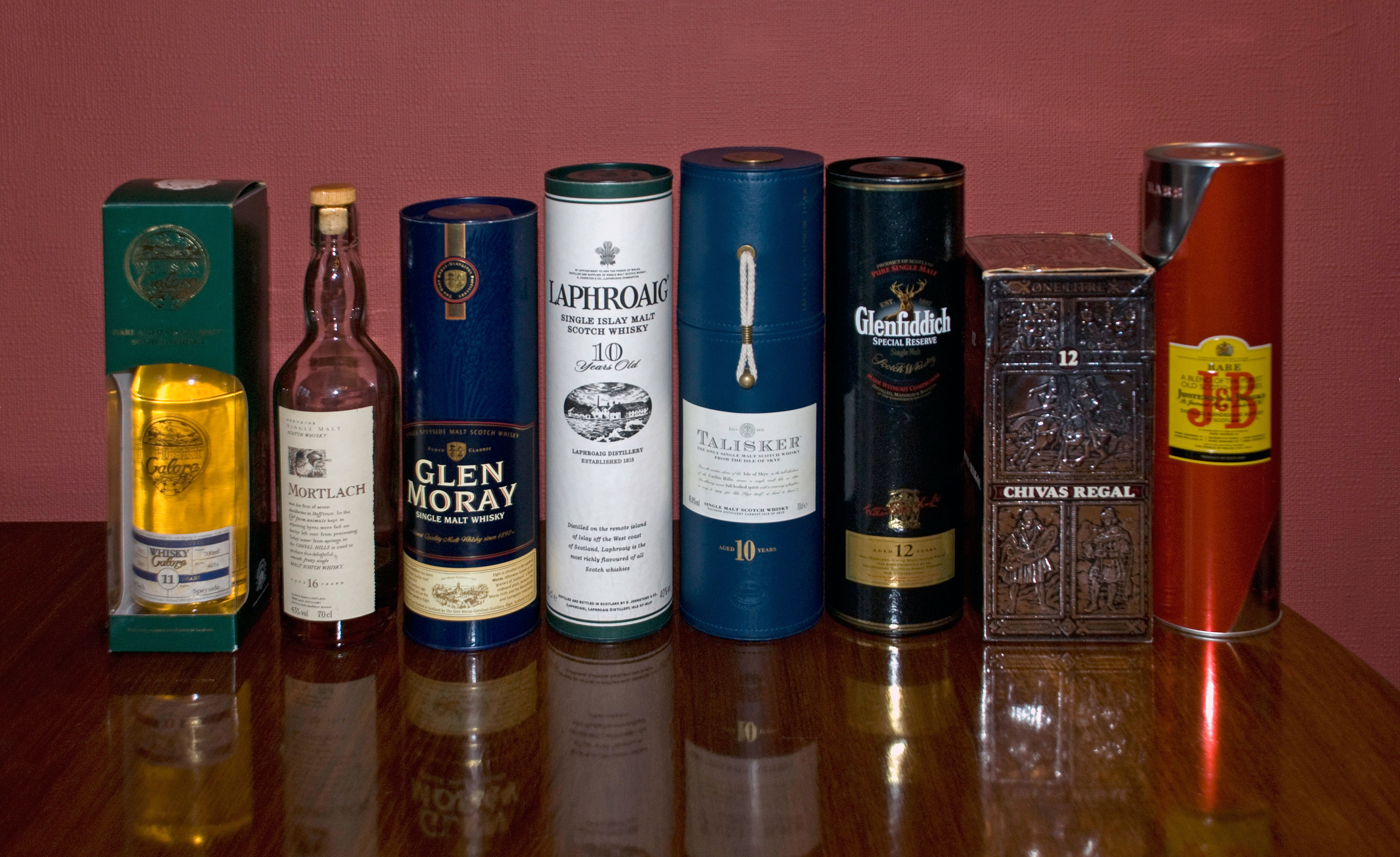
Ampolles de whisky escocès.

El Whisky escocès o Scotch és un whisky destil·lat exclusivament a Escòcia, que és el que té més anomenada al món. Podem trobar diferents tipus de whisky, single malt, vatted malt (o pure malt), blended i single grain. L'Associació del Whisky Escocès va introduir fa poc una nova terminologia amb el Vatted Malt que s'ha d'anomenar Blended Malt, cosa que va generar controvèrsia amb la indústria productora.

## Reglamentació
Legalment el que es coneix com a whisky escocès cal que sigui fet d'acord amb els estàndards de l'Orde del Whisky Escocès de 1990 (del Regne Unit), que clarifica una acta homònima de 1988 i estipula que el licor:
- Ha de ser processat en una destil·leria escocesa amb aigua i ordi maltejat, als quals s'hi poden afegir altres cereals, que hagin estat processats a la destil·leria per fer farina, convertits en substrat fermentable només per enzims endògens i ser fermentats només per l'acció de llevats.
- Que es destil·li amb un grau de 94,8º d'alcohol per volum, de manera que conservi el sabor dels ingredients de l'elaboració.
- Que envelleixi en bótes de roure a Escòcia no menys de 3 anys.
- No pot contenir altres substàncies afegides que no siguin aigua o caramel com a colorant. No poden ser embotellats amb menys de 40 graus d'alcohol per volum.

## Història
La primera traça de whisky a Escòcia remonta a 1494. Es tracta d'una nota que es refereix a la producció d'un aiguardent en un document oficial de l'Exchequer's roll que precisa «8 bolls of malt to Friar John Cor, by order of the King to make aqua vitae» que testimonia una pràctica que estava ben instal·lada. Es diu que els monjos de Dal Riada varen ensenyar als escocessos el coneixement de la destil·lació quan van evangelitzar els Pictes de Caledònia als segles V-VI.

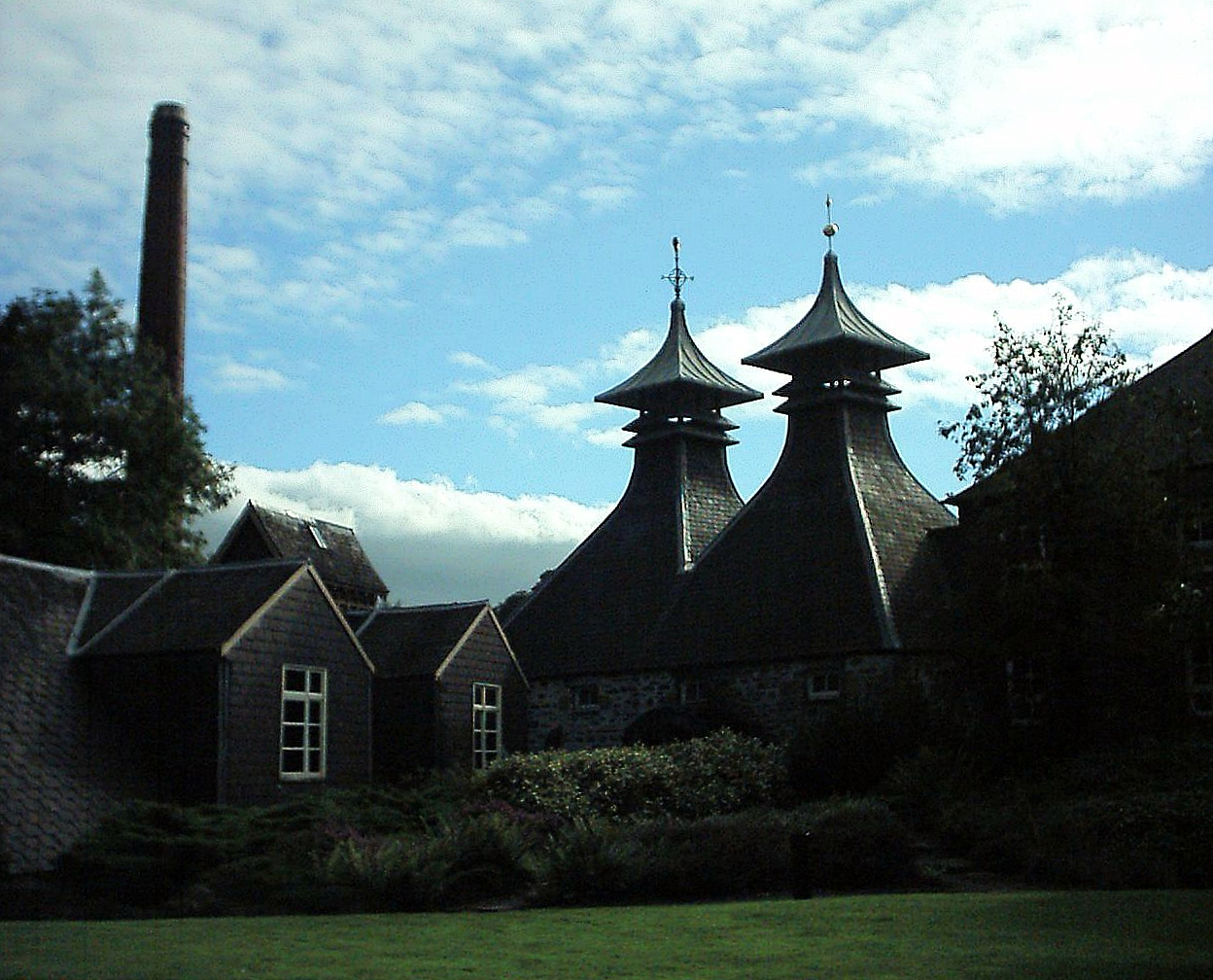
La destil·leria Strathisla

Al segle xvi, la posada al punt de sistemes de refredament de l'aigua permeten una millorament qualitatiu que accelera el desenvolupament econòmic del whisky escocès. La dissolució dels monestirs anglesos i més tard escocessos va permetre que els monjos es barregessin amb la gent i els ensenyessin els secrets del destil·lat. La venda d'aiguardent només era permesa als barbers i cirurgians des de 1505, però era una activitat paral·lela de les granges amb el gra sobrant.
Des del principi del segle xvii, el parlament escocès va intentar controlar el consum d'alcohol, que era molt problemàtic a les Illes Hèbrides i s'importava licor del continent. Les lleis de 1609, 1616 i després 1622 van tenir l'efecte d'engegar la producció local. El 1644 una mala collita d'ordi va provocar un risc de penúria, ja que es continuava enviant molt de cereal a la producció de whisky. També en aquesta data es va instaurar una taxa sobre l'aiguardent i es va limitar la destil·ladció legal, cosa que va impulsar les destil·leries il·legals. Amb l'arribada de la industrialització, es produeix cada vegada més, amb alambics més grans que permet passar dels 100 als 250 litres, una producció en massa.
L'Acta d'Unió que va unir Escòcia amb Anglaterra el 1707 va imposar unes taxes iguals entre els dos països. El 1713 es va aplicar una taxa al malt, el que va provocar una revolta i va fer baixar el consum de cervesa local, produïda a base d'ordi maltejat i fa afavorir la producció domèstica, no sotmesa a impostos, de whisky. El 1756, una mala collita va fer que les autoritats prohibissin que es destil·lés whisky aquella anyada en tot el territori escocès, cosa que va provocar la fallida de tota la indústria legal del whisky. El 1777 a Edimburg hi havia vuit destil·leries legals i 400 alambics més. El 1781 per tal de solucionar aquest problema, es va prohibir les destil·leries domèstiques, que es tolerava fins llavors per al consum personal, per afavorir les denúncies, aquestes es recompensaven. Les destil·leries clandestines van proliferar i s'usava la prima per denunciar les destil·leries velles i obrir-ne de noves.
Paral·lelament es van anar instal·lant destil·leries legals a les Lowlands, que produïen alcohols de mala qualitat a partir de cereals no maltejats. La producció augmentava molt i estructurava l'economia de la regió, amb l'extracció del carbó per usar-lo a les destil·leries i el producte es venia al mercat britànic a gran escala.
El 1784, la Wash Act va intentar simplificar el sistema d'impostos per tal de ser més eficaç. Els controls sobre les destil·leries oficials es van reforçar, la producció es va facilitar a les Highlands, amb taxes menors sempre que no s'exportés el producte. També es va imposar una mida mínima dels alambics. Amb l'arribada de la revolució industrial, la producció clandestina es va intensificar a les Highlands, mentre que la qualitat d'aquests whiskys adquiria més reputació que els de les Lowlands. els distribuïdors 
La destil·lació no va esdevenir legal fins a l'Excise Act de 1823.

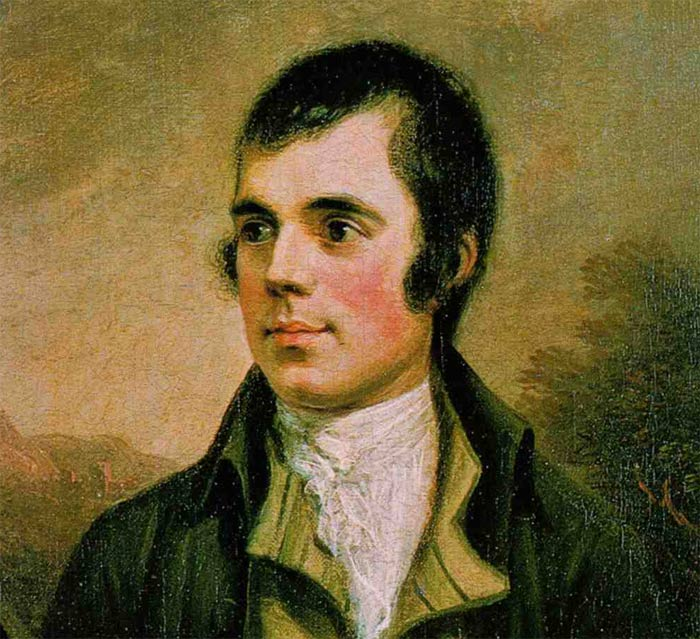
Robert Burns

## Les regions de producció

Regions del whisky escocès

Es distingeixen cinc gran regions que produeixen whiskys molt característics:
- la vall de l'Spey (Speyside) al nord-est de la regió productora més important, alguns dels whiskys que produeix són Glenlivet o Glenfiddich.

- Les Highlands al nord, que produeixen whiskys robustos, com el Glenmorangie i el Dalwhinnie.
- Les Lowlands al sud, que produeixen 
  - Auchentoshan
  - Bladnoch
  - Glenkinchie (Pencaitland - East Lothian)
  - Inverlen (Dumbarton - Strathclyde)
  - Ladyburn (Girvan - Ayrs)
  - Littlemill (Bowling - Dunbarton)
  - Rosebank (Falkirk - Stirling)

- les Illes ofereixen whiskys tipificats:
  - l'illa d'Islay compta amb vuit destil·leries: Lagavulin, Ardbeg, Laphroaig, Bowmore Single Malt, Caol Ila, Bunnahabhain, Bruichladdich, Kilchoman; L'antiga destil·leria de Port Ellen fou transformada en malteria.

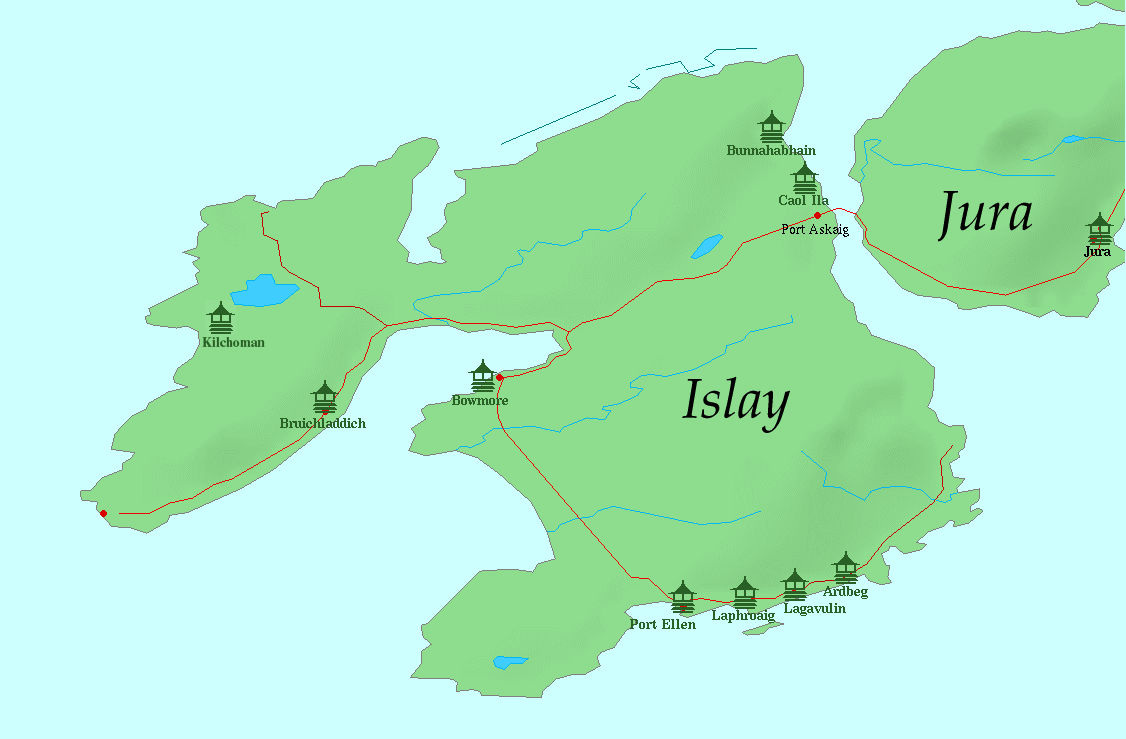
Mapa de les destil·leries d'Islay

- - l'illa de Jura compta amb una destil·leria, Isle of Jura
  - l'Illa de Skye compta amb una destil·leria, Talisker
  - l'Illa d'Arran compta amb una destil·leria, Arran
  - l'Illa de Mull compta amb una destil·leria, Tobermory, que produeix també la marca Ledaig
  - les Illes Òrcades compta amb dues destil·leries, Highland Park i Scapa (whisky)

- Campbeltown

De les 32 destil·leries que hi existien a Campbeltown, només en queden dues, Springbank i Glen Scotia